# Giannino Castiglioni
Pour les articles homonymes, voir Castiglioni.
Giannino Castiglioni né à Milan le 4 août 1884 et mort à Lierna le 27 août 1971 est un sculpteur, un peintre et médailleur italien,. Giannino Castiglioni  a principalement influencé ses fils Achille Castiglioni et Pier Giacomo Castiglioni.

## Biographie
Giannino Castiglioni a étudié à l'Académie des beaux-arts de Brera dont il fut diplômé en 1906 avec Dante Parini, sous la direction de Enrico Butti. Il participe la même année à l'Exposition universelle de 1906 de Milan avec une sculpture et des médailles.
Il se consacre presque exclusivement à la sculpture et aux médailles. Il travaille d'abord comme médailleur au sein de l'atelier monétaire Stefano Johnson. Il épouse Livia Bolla et ouvre son propre atelier de sculpture à Lierna et à Milan sur le Corso Porta Nuova.
Il a participé à de nombreuses expositions, tant en Italie qu'à l'étranger.
Il a passé une grande partie de sa vie à Lierna, où il meurt en 1971.
Il a eu trois fils : Livio, Pier Giacomo et Achille.

## Musées
- Royal Collection Musées de la Maison de Windsor (Sant'Ambrogio à cheval, sculpture en argent et bronze, Cadeau officiel de la ville de Milan à la reine Élisabeth II d'Angleterre, 1961)
- Victoria and Albert Museum, Londres, Royaume-Uni
- National Gallery of Victoria, Melbourne, Australie
- Galerie d'art moderne de Milan (S.Giovanni decollato, sculpture en marbre, 1926)
- Théâtre La Scala Milan (Portrait de Giuseppe Verdi, sculpture de médaille, 1908; Aureliano Pertile, sculpture, 1966)
- Palais Marino  Municipalité de Milan (San Ambrogio, symbole de Milan, sculpture en bronze, 1960)
- Pinacothèque Ambrosienne, Milan (Fontana Piangente, sculpture, 1931; Dante, sculpture, 1940)
- Pinacothèque de Brera
- Museo Identitario Cimetière monumental de Milan
- Université de Milan (Statue du Recteur Luigi Mangiagalli, 1927)
- Université catholique du Sacré-Cœur de Milan (Pio IX, salle de conférence sculpture en bronze doré, Padre Gemelli, buste en bronze, 1933-1963; Immacolata, sculpture sur bois et marbre, 1940, Vergine, sculpture en bronze, 1945)
- Bibliothèque Ambrosienne (Aloisio Fossati Bellani, sculpture, 1959)
- Musée du Risorgimento (Milan) (Federico Johnson, sculpture, 1938 et Marco de Marchi, sculpture, 1936)

## Œuvres

### Objets d'art et sculptures architecturales
- Palais législatif de l'Uruguay, 1922
- Gli Eroi (Magenta) un groupe équestre en bronze, 1925
- Il Risorgimento della Patria, Lecco, 1926
- Le Vittorie del cielo, del mare e della terra. Ghiffa, 1926
- San Francesco in piazza S. Angelo a Milano, 1927[8]
- cimiteri di guerra del Monte Grappa (1935), del Timavo (1937), di Caporetto e di Redipuglia (1938).
- Monument de Monte Grappa, 1935
- Monument de Timavo, 1937
- Monument de Caporetto, 1937
- Monument de Redipulglia, 1938

### Sculptures
- Porte monumentale dédiée à Saint Ambroise, Dôme de Milan, (1950)
- Tombeau de Pie XI, les grottes du Vatican, Rome (1941)[9].
- Palacio Legislativo , Buenos Aires, sculptures de la Loi, Science, Justice et Travail[10].
- Le crucifix, Notre-Dame des Sept Douleurs, Dolgellau, Pays de Galles (1966)
- Sculptures pour le palais du Parlement de Montevideo (Uruguay) (1925)[11]
- Dante, Pinacoteca Ambrosiana, Milan (1947)
- Fontaine dédiée à saint François, Piazza S. Maria degli Angeli, Milan (1927)
- Christ Roi, université catholique, Milan (1929)
- Les médaillons représentant le Travail, le Commerce, la Science et l'agriculture, gare centrale de Milan (environ 1931)
- Monument pour les Martyrs de la Libération, Piazzale Loreto, Milan (1960)
- Monument aux morts : Soldat Mourant et Victoire Ailée, Piazza Garibaldi, Mandello del Lario, Lac de Come (1935)
- Paracelse, 1951, Biblioteca Ambrosiana, Milan
- La bataille de Parabiago, (terre cuite, m 6 × 10), Parabiago, Salle Communale, 1968
- Buste du Père Gemelli, Milan, Université Catholique
- Buste de Cesare Cantù, Milan, Musée Cantù, 1967
- Tombe de Judith Sommaruga, Cimetière Monumental de Milan (1964)
- Tombe Goldfinger, Cimetière Monumental de Milan (1926)
- L'Amour, la Foi et la Charité, tombe Balzaretti, Cimetière Monumental de Milan (1931)
- Chemin de croix, Tombe Antonio Bernocchi, Cimetière Monumental de Milan (1936)
- Semeur et mineur, tombe Girola, Cimetière Monumental de Milan avec Piero Portaluppi
- Tombeaux Falck et Campari, Cimetière monumental de Milan (1939)[12].
- La Cène, tombe de Davide Campari, Cimetière Monumental de Milan (1939)[14].
- Monument aux morts de Russie, Cimetière Monumental de Milan (1953)
- Le Christ semeur, tombe Valsecchi, Cimetière Monumental de Milan (1955)
- Tombe Pasini[15], Cimetière Monumental de Milan (1967)
- Cappella Smiderle, Ospedale Fatebenefratelli de Milan, 1961
- Redenzione della cappella Tovaglieri, Cimitière Busto Arsizio, 1960-1964
- Les martyrs de la Résistance, piazzale Loreto, Milan, 1960

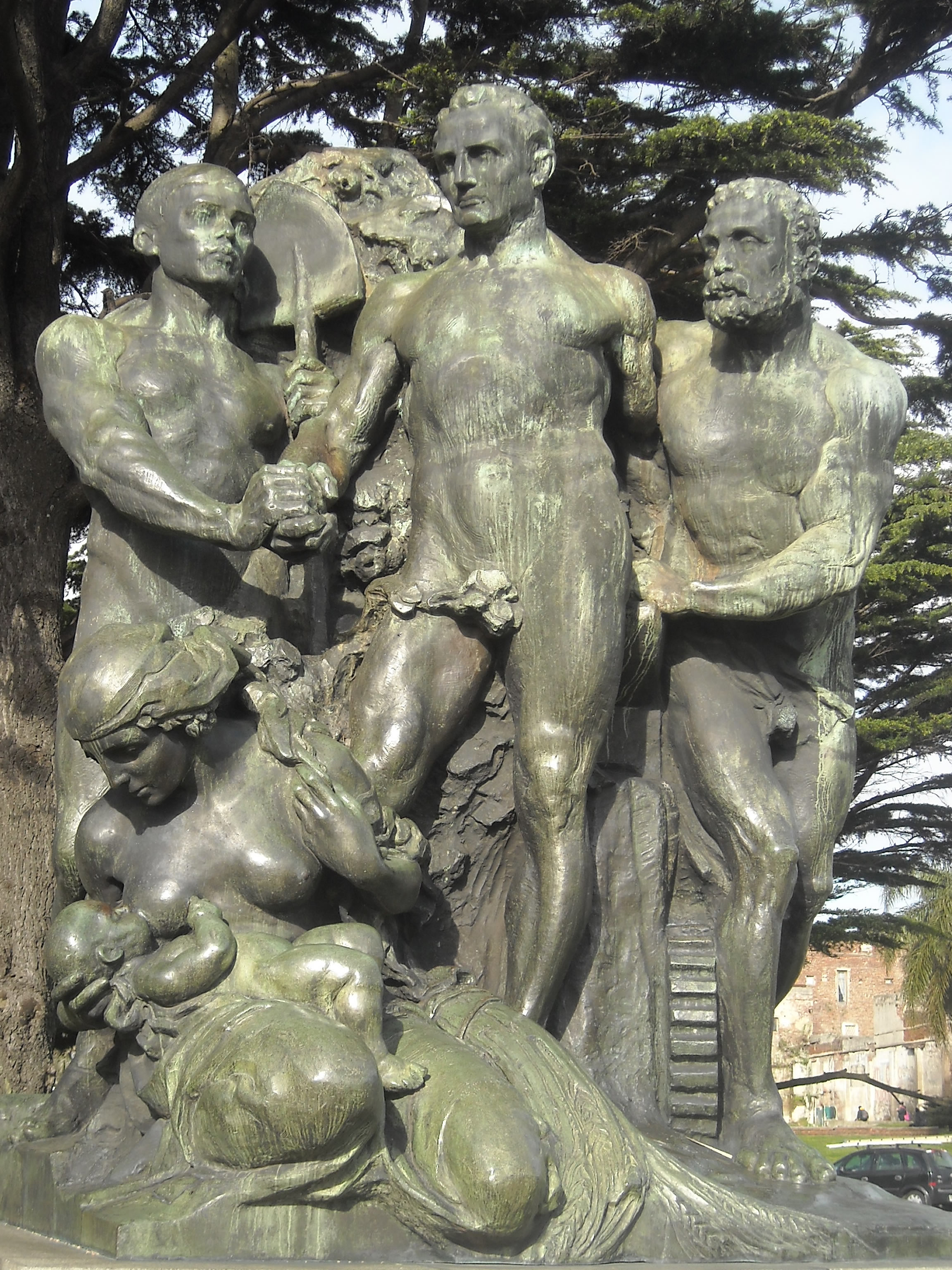
Sculptures pour le palais du Parlement de Montevideo, Uruguay (1925)
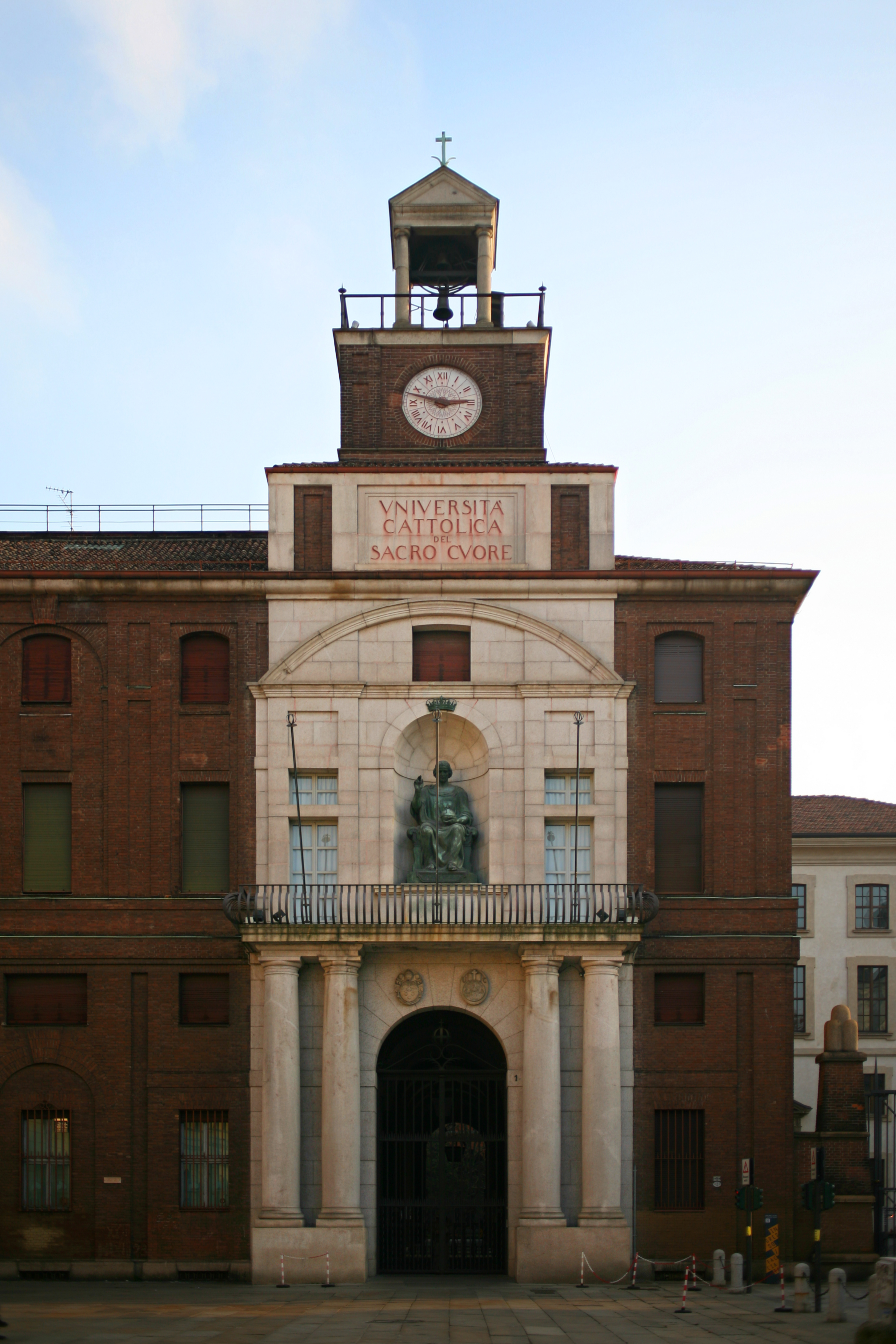
Université catholique de Milan, façade
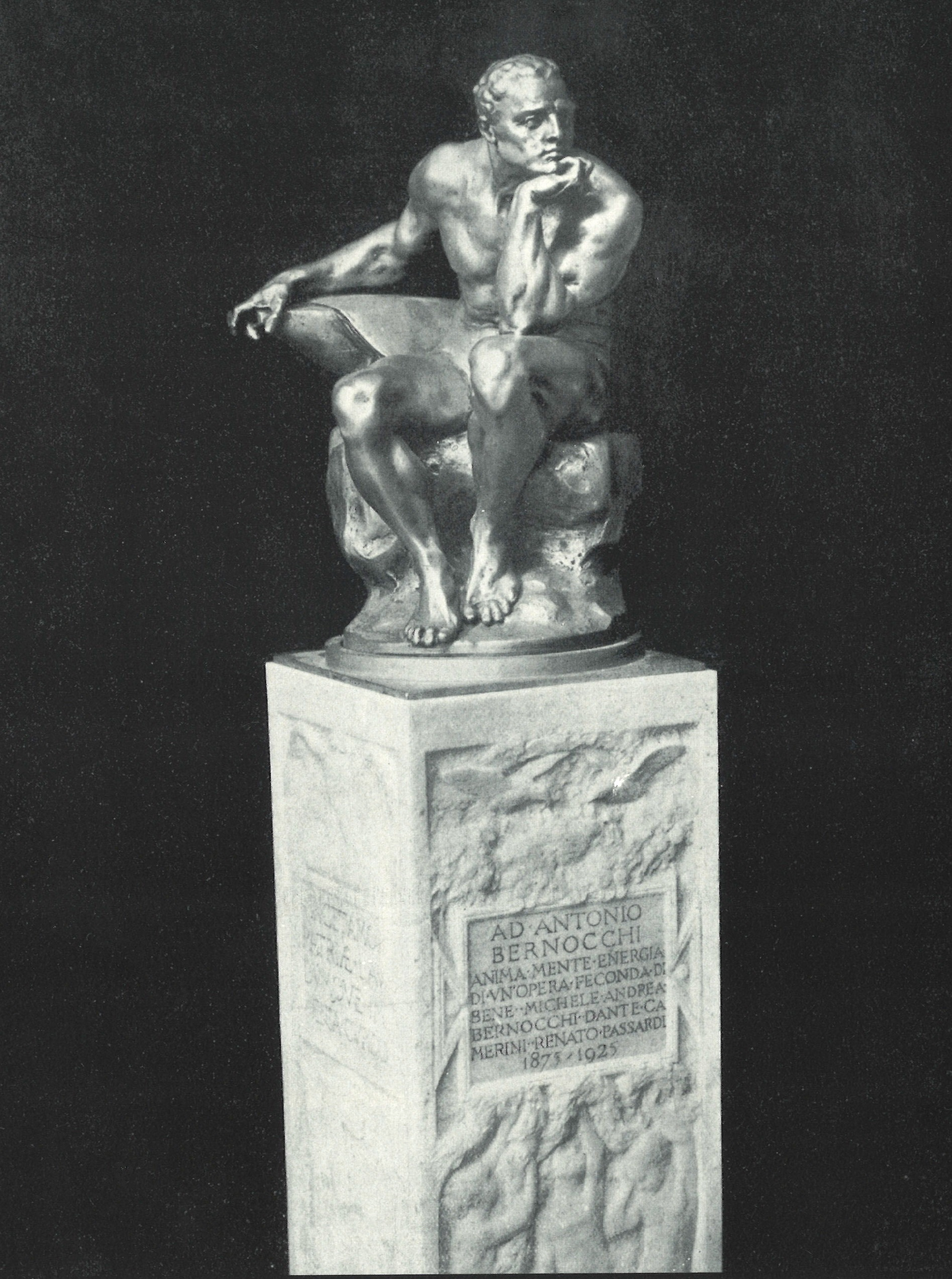
Sculpture dédiée à Antonio Bernocchi par Giannino Castiglioni réalisée à Lierna, lac de Côme, et installée à Legnano (Milan), 1925
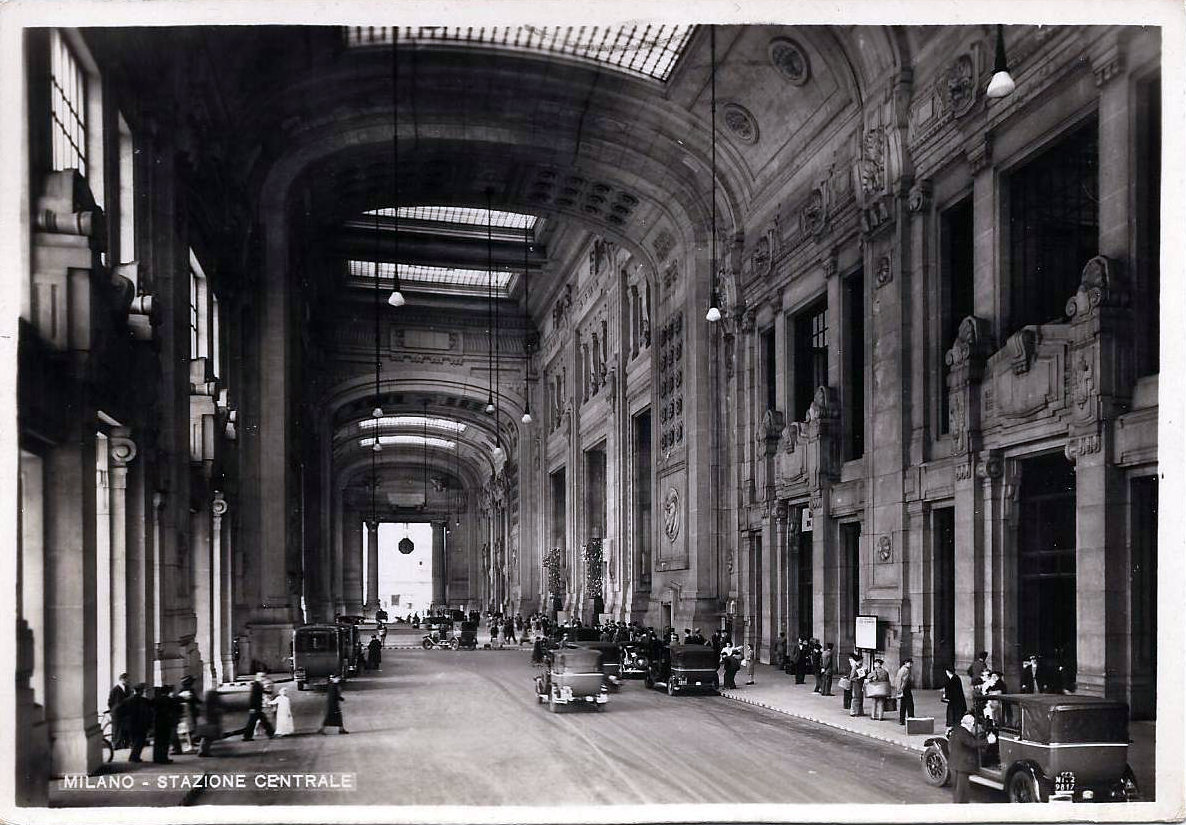
Gare centrale de Milan (Galleria delle Carrozze)

### Œuvres diverses
Installé à Lierna, il y a réalisé de nombreux aménagements : à l'église Saint Michel, au cimetière, au siège de la municipalité et notamment, en 1929, conçu les aménagements de la place du 4 novembre, au bord du Lac de Côme, qu'il orne d'une fontaine dont la forme évoque un phare.
Le cimetière de Pasturo conserve un « Jésus assis » ( Gesù seduto ), une statue en bronze haute de 180 cm, réalisé en 1940, pour la sépulture de la poétesse Antonia Pozzi, et un bas-relief en terre cuite, intitulé « Mater amabilis » qui représente le buste de la Vierge tenant l'enfant Jésus dans ses bras, placé sur le mur d'enceinte.
En 1961, il réalise et expose à la Cinquième Biennale Italienne d'Art sacré (V Biennale Italiana d’Arte Sacra (Angelicum, Milano)), sous la forme d'un bas-relief en bronze, une Piéta qui est exposée aujourd'hui au Musée diocésain de Milan (en) ((Museo Diocesano,Carlo Maria Martini, di Milano)